# Most Poniatowskiego
Die Most Poniatowskiego (dt.: Poniatowski-Brücke) ist eine Brücke in Warschau. Ursprünglich gebaut zwischen 1904 und 1914, wurde sie in jedem der beiden Weltkriege beschädigt und danach wieder aufgebaut. Sie überbrückt die Weichsel und verbindet Powiśle mit dem Stadtbezirk Praga auf der anderen Seite. Ihr Viadukt ist eine Erweiterung der Aleje Jerozolimskie.

## Geschichte
Die 506 m lange Stahlbrücke besteht aus acht Stützlängen und wurde von Stefan Szyller entworfen. Ihre Errichtung begann 1904, wurde von der Firma K. Rudzki i S-ka durchgeführt und durch die Ingenieure Mieczysław Marszewski und Wacław Paszkowski beaufsichtigt. Ein weiterer Ingenieur, der an der Brücke arbeitete, war Kazimierz Ołdakowski, der dann die Leitung der Fabryka Broni übernahm. Dennoch wurde die Brücke bei vielen als extravagant betrachtet (Gegner ihrer Konstruktion waren auch der Bürgermeister von Warschau und der Schriftsteller Bolesław Prus), wurde sie am 6. Januar 1914 von dem russischen Gouverneur General Georgi Skalon als Warschaus "Dritte Brücke" (polnisch Trzeci Most) eröffnet, seitdem war "Dritte Brücke" ihr Spitzname. Bei den Stadtbewohnern war ihr offizieller Name "Bridge of Our Most Gracious Ruler, Tsar Nicholas II" (Brücke unseres liebenswürdigsten Herrschers Zar Nikolaus II.) Warschau war dann Teil des Russischen Imperiums als Folge der Teilungen Polens im 18. Jahrhundert. Nachdem Polen 1918 seine Unabhängigkeit zurückgewann, wurde die Brücke nach Józef Poniatowski umbenannt und erwarb einen neuen Spitznamen – „Poniatoszczak“ – welchen sie bis heute behalten hat.

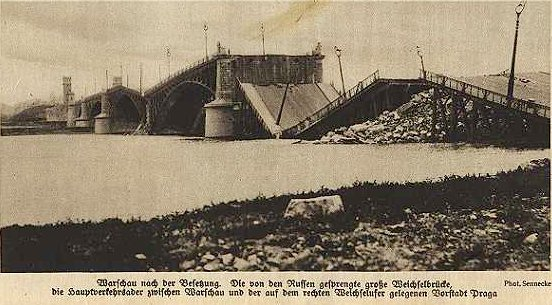
Most Poniatowskiego nach ihrer Sprengung durch die russische Armee 1915

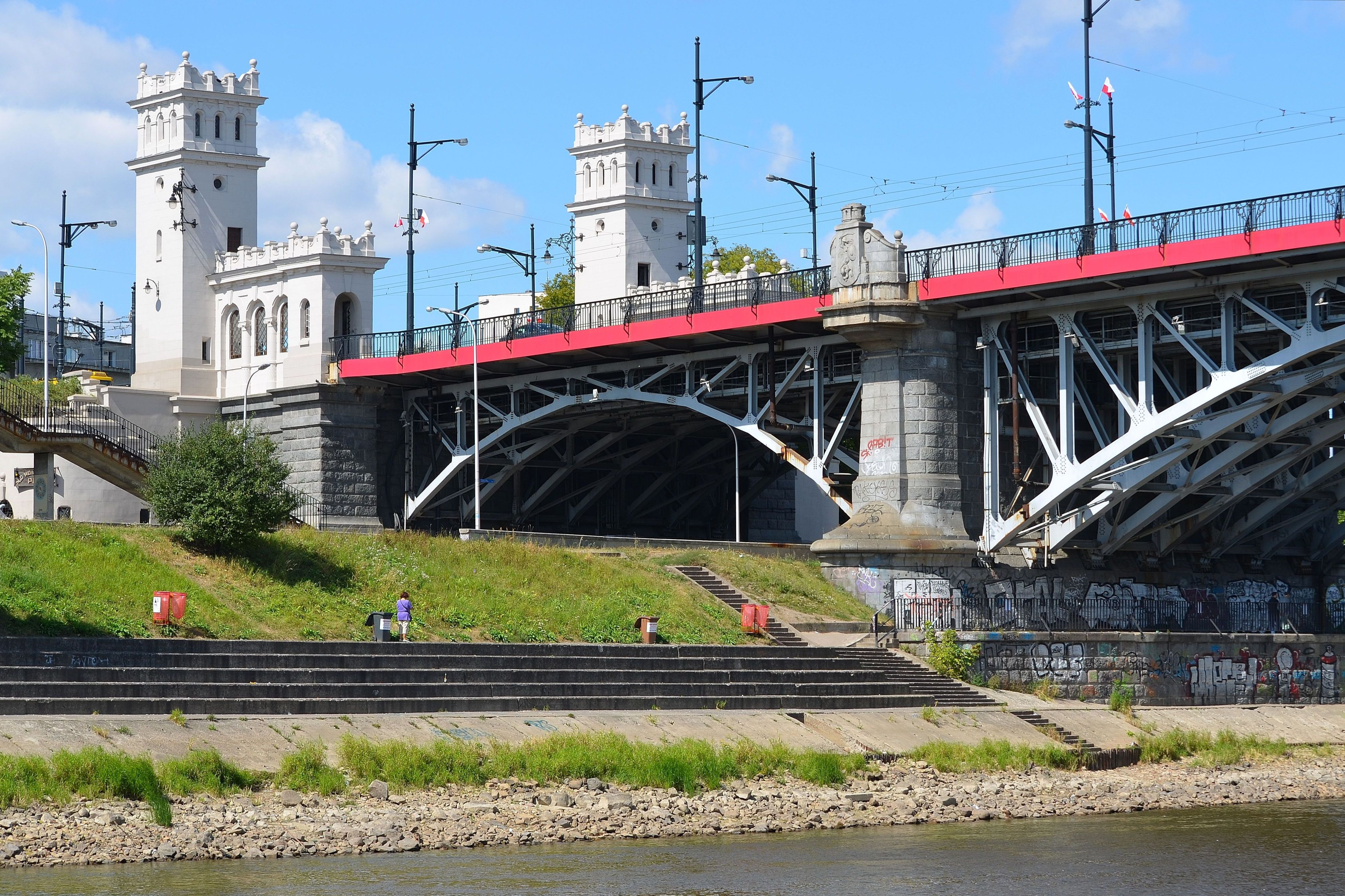
Renovierte kleine Portaltürme um 2013

Das Bauwerk hat während der Weltkriege viel gelitten. Die Brücke wurde von den Deutschen eilig wieder aufgebaut – nur um bei einem Unfall bald danach wieder abzubrennen. Nach dem Krieg wurde die Struktur von der polnischen Regierung im Zeitraum von fünf Jahren, von 1921 bis 1926, wieder aufgebaut. Während des Maiputsches war die Brücke der Treffpunkt des Präsidenten von Polen Stanisław Wojciechowski und dem Leiter des Putsches Marschall von Polen Józef Piłsudski. Während des Zweiten Weltkrieges wurde die Brücke während des Warschauer Aufstands von den deutschen Truppen am 13. September 1944 zerstört. Diese Zerstörung war mit Abstand viel größer: Alle Pfeiler waren zusammengestürzt, nur die niedrigen überlebten.
Die ersten Nachkriegspläne der neuen (kommunistischen) polnischen Regierung sorgten dafür, dass ein provisorisches Holzgerüst auf den bestehenden Säulen errichtet wurde, aber hastiges Arbeiten brachte die Brücke zum Einsturz. Wieder hergestellt auf neuen Pfeilern wurde die Brücke am 22. Juli 1946 von Bolesław Bierut wieder eröffnet.
Im Jahr 2004 begann ein Wiederaufbau- und Verschönerungsprogramm für die Brücke. Bis 2005 waren die kleinen Portaltürme und die ersten vier Säulen wieder aufgebaut. Der Straßenbahnweg wurde 2007 modernisiert und wieder aufgebaut.